# Mata Hari (videojuego)
Mata Hari es una aventura gráfica para PC basada en la mítica bailarina holandesa Margaretha Geertruida Zelle y desarrollada por la compañía alemana Cranberry Production GmbH. El juego fue escrito y dirigido por Hal Barwood y Noah Falstein, autores en el pasado de diversas aventuras gráficas producidas por LucasArts.
«Poder, intriga, sexo y traición: ¿qué serás capaz de hacer por tu país?»

## Gráficos
Combina los gráficos prerrenderizados para los escenarios planos con modelos poligonales para las figuras humanas. Los escenarios recrean de forma aceptable la arquitectura europea de principios del siglo XX.

## Idiomas
- Idioma original: alemán
- Texto, voces y manual han sido traducidos al español.